# Arthur Fils
Arthur Fils (Bondoufle, 12 de junio de 2004) es un jugador de tenis francés.

## Biografía
Nacido en Bondoufle, en Essonne, Arthur Fils empezó a jugar al tenis a los 5 años con su padre, originario de la isla de Dominica. Miembro del club de Saint-Michel-sur-Orge, se entrena en el Centro Nacional de Entrenamiento (CNE) de la Federación Francesa de Tenis desde 2019.
Como júnior, Fils logró sus mejores resultados a nivel de Grand Slam en el Abierto de Francia de 2021, donde ganó el título de dobles masculino con Giovanni Mpetshi Perricard y quedó subcampeón en el torneo individual masculino, esto lo llevó a alcanzar el n.º 3 del mundo en júnior en julio de 2021.
En 2022, con un ranking de 308 del mundo participó en el Masters de París 2022 donde recibió una wildcard para la clasificación. Logró pasar esta logrando su debut en la ATP, esto lo convirtió en el clasificado francés más joven en ingresar al cuadro principal de un torneo Masters 1000 con una victoria contra el exjugador del top 10 Fabio Fognini desde Gaël Monfils en 2004, el año de su nacimiento. Perdió ante Fabio Fognini, quien entró en el sorteo como Lucky Loser. Como resultado, subió 50 posiciones en el ranking.

## Títulos ATP (3; 3+0)

### Individual (3)
| Leyenda                   |
| Grand Slam (0)            |
| ATP Finals (0)            |
| Juegos Olímpicos (0)      |
| ATP Tour Masters 1000 (0) |
| ATP Tour 500 (2)          |
| ATP Tour 250 (1)          |

| N.° | Fecha                | Torneo   | Superficie    | Oponente en la final | Resultado        |
| --- | -------------------- | -------- | ------------- | -------------------- | ---------------- |
| 1.  | 27 de mayo de 2023   | Lyon     | Tierra batida | Francisco Cerúndolo  | 6-3, 7-5         |
| 2.  | 21 de julio de 2024  | Hamburgo | Tierra batida | Alexander Zverev     | 6-3, 3-6, 7-6(1) |
| 3.  | 1 de octubre de 2024 | Tokio    | Dura          | Ugo Humbert          | 5-7, 7-6(6), 6-3 |

#### Finalista (1)
| N.º | Fecha                 | Torneo  | Superficie | Oponente en la final | Resultado |
| --- | --------------------- | ------- | ---------- | -------------------- | --------- |
| 1.  | 22 de octubre de 2023 | Amberes | Dura (i)   | Aleksandr Búblik     | 4-6, 4-6  |

## Next Gen ATP Finals

#### Finalista (1)
| N.º | Fecha                  | Torneo              | Superficie | Oponente en la final | Resultado                     |
| --- | ---------------------- | ------------------- | ---------- | -------------------- | ----------------------------- |
| 1.  | 2 de diciembre de 2023 | Next Gen ATP Finals | Dura (i)   | Hamad Medjedovic     | 4-3(6), 1-4, 2-4, 4-3(9), 1-4 |

## Títulos challengers

### Individual
| Leyenda (Sencillos) |
| ------------------- |
| Challengers (2)     |

### Individual (2)
| N.° | Fecha      | Torneo                 | Superficie    | Oponente en la final | Resultado |
| --- | ---------- | ---------------------- | ------------- | -------------------- | --------- |
| 1.  | 14.01.2023 | Challenger de Oeiras 2 | Dura (i)      | Joris De Loore       | 6-1, 7-6  |
| 2.  | 19.05.2024 | Challenger de Burdeos  | Tierra batida | Pedro Martínez       | 6-2, 6-3  |

### Finalista (1)
| N.° | Fecha      | Torneo                | Superficie | Oponente en la final | Resultado |
| --- | ---------- | --------------------- | ---------- | -------------------- | --------- |
| 1.  | 29.01.2023 | Challenger de Quimper | Dura (i)   | Grégoire Barrère     | 1-6, 4-6  |